# Helen Ling
Helen Ling (née Yee Chow; China) é uma ex-engenheira de software que trabalhou no Jet Propulsion Laboratory (JPL) da NASA. Fez esforços consideráveis para tornar o JPL mais diversificado.

## Formação
Ling nasceu na China e sobreviveu ao bombardeamento japonês de Hong Kong. Estudou no Canton College. Emigrou para os Estados Unidos para cursar a faculdade e acabou estudando na Universidade de Notre Dame.

## Carreira
O irmão de Ling trabalhava no JPL, e ela achou que o emprego seria perfeito para ela. Ling era supervisora do grupo de computação do JPL. Ela se esforçou para empregar apenas computadores femininos durante o final dos anos 1950 e início dos anos 1960 - o grupo de programação costumava se chamar de "Helen's Girls". O grupo de Ling foi responsável por realizar cálculos de trajetória. Ling encorajou as mulheres a frequentar a escola noturna e obter as qualificações corretas para trabalhar com ela no JPL. Na época, as mulheres do JPL eram forçadas a despedirem-se se engravidassem. Em vez de perder sua talentosa equipe, Ling recontratou mulheres que retornavam da licença maternidade. A autora Nathalia Holt acredita que "muitas mulheres acabaram se tornando cientistas da computação e engenheiras no JPL graças à orientação de Helen". Sua paixão no colégio, o presidente do corpo discente do Canton College, Arthur Ling, emigrou para a América e se casou com Ling. Ling desenvolveu softwares para o IRAS, Magellan, a nave espacial TOPEX/Poseidon e o Mars Observer. Ela se aposentou do JPL em 1994.
Ling é citada no livro Rise of the Rocket Girls, de Nathalia Holt, bióloga e escritora científica. As "rocket girls" trabalhavam fora de casa quando apenas 20% das mulheres o faziam.